# Sigismund Freyer
Sigismund Freyer (n. 22 ianuarie 1881, Neisse, Regatul Prusiei, Imperiul German) a fost un sportiv ce a reprezentat Germania, medaliat olimpic. A participat la o ediție a Jocurilor Olimpice (1912) în care a câștigat o medalie de bronz.

## Participări
Lista de mai jos prezintă principalele competiții la care a participat Sigismund Freyer de-a lungul carierei.
- equestrian at the 1912 Summer Olympics – team jumping[*]